# Svein Sollid
Svein Sollid, né le 14 janvier 1868 et mort le 17 janvier 1937, est un coureur du combiné nordique norvégien.

## Biographie
Il est membre du club de Morgedal, où il est né. 
En 1892, il remporte la première édition du Festival de ski d'Holmenkollen et donc le kongekopal en plus de gagner la portion en ski de fond. 
En 1897, il bat le record du monde de saut à ski avec 31,5 mètres à Morgedal.
Il est l'oncle de Sigurd Sollid qui remporte une médaille de bronze en saut à ski aux Championnats du monde 1937.